# 天真正自顯流
天真正自顕流（日语：／ Tenshinsho Jigenryu *）是 十瀬與三左衛門長宗（瀬戸口備前守政基, c.1540-c.1600）（Yosazaemon Osamune）所開創的日本劍術流派。廣為人知的示現流，便是由天真正自顯流所分支出來的。

## 流派傳承
十瀬與三左衛門長宗跟隨飯篠盛近（盛近的師父為飯篠盛信）學習天真正傳香取神道流劍術，而後取得天真正傳香取神道流的免許皆傳認可後，於鹿島神宮開創了天真正自顕流。
傳聞十瀬與三左衛門長宗，晚年將流派更名為天真正自源流。（日文發音中，自顯流、自源流、示現流均為相同發音「 jigenryu」）
十瀬長宗日後將天真正自源流傳授與金子盛貞，而後再傳給寺坂政雅。（寺坂政雅出家後，佛號為善吉、而這位善吉則就是歷史上記載傳授天真正自源流給東鄉重位的人物。
善吉於京都的天寧寺出家為僧、1588年(天正16年)、將劍法傳授給前往天寧寺禪修的東鄉重位。而後東鄉重位回到故鄉薩摩後，將天真正自源流與自身的所學融合，創立了示現流。
之後、善吉於天寧寺成為第三代的住持、法號閑翁。並於1594年(文禄3年)圓寂。